# Pichottia
Pichottia is een geslacht van uitgestorven kreeftachtigen uit de klasse van de Ostracoda (mosselkreeftjes).

## Soorten
- Pichottia elegans Ware & Whatley, 1980 †
- Pichottia enucleata Masumov, 1973 †
- Pichottia magnamuris Bate, 1967 †
- Pichottia muris Oertli, 1959 †
- Pichottia simonisi Swain & Xie, 1992 †